# Spitzberg, Pfaffenberg, Kochhartgraben und Neckar
Das FFH-Gebiet Spitzberg, Pfaffenberg, Kochhartgraben und Neckar liegt in der Mitte von Baden-Württemberg und ist Bestandteil des europäischen Schutzgebietsnetzes Natura 2000. Es wurde 2005 durch das Regierungspräsidium Tübingen angemeldet. Mit Verordnung des Regierungspräsidiums Tübingen zur Festlegung der Gebiete von gemeinschaftlicher Bedeutung vom 5. November 2018 (in Kraft getreten am 11. Januar 2019), wurde das Schutzgebiet ausgewiesen. 

## Lage
Das rund 853 Hektar (ha) große Schutzgebiet Spitzberg, Pfaffenberg, Kochhartgraben und Neckar liegt in den Naturräumen Schönbuch und Glemswald und Obere Gäue. Die zwölf Teilgebiete befinden sich in den Gemeinden Tübingen, Ammerbuch und Rottenburg am Neckar im Landkreis Tübingen.

## Beschreibung
Der Landschaftscharakter des Schutzgebiets wird im Wesentlichen durch die namensgebenden Strukturen bestimmt.
Der Höhenzüge von Spitzberg und Pfaffenberg erheben sich zwischen Tübingen und Oberndorf. An ihren Hängen befinden sich Weinberge und Obstwiesen, die Kuppen sind bewaldet.
Der Kochhartgraben ist ein tief in den Muschelkalk eingeschnittenes Nebental des Ammertals.
Der Neckar zwischen Rottenburg und Tübingen ist größtenteils begradigt und durch zahlreiche Staustufen überformt. Durch Kiesabbau sind in der Neckaraue mehrere Baggerseen entstanden.
Eine Besonderheit ist das Vorkommen der vom Aussterben bedrohten Haarstrangwurzeleule.

## Schutzzweck

### Lebensraumtypen
Folgende Lebensraumtypen nach Anhang I der FFH-Richtlinie kommen im Gebiet vor:
| EU Code | * | Lebensraumtyp (offizielle Bezeichnung)                                                                                             | Kurzbezeichnung                              |
| ------- | - | --- | -------------------------------------------- |
| 3150    |   | Natürliche eutrophe Seen mit einer Vegetation des Magnopotamions oder Hydrocharitions                                              | Natürliche nährstoffreiche Seen              |
| 3260    |   | Flüsse der planaren bis montanen Stufe mit Vegetation des Ranunculion fluitantis und des Callitricho-Batrachion                    | Fließgewässer mit flutender Wasservegetation |
| 5130    |   | Formationen von Juniperus communis auf Kalkheiden und -rasen                                                                       | Wacholderheiden                              |
| 6110    | * | Lückige basophile oder Kalk-Pionierrasen (Alysso-Sedion albi)                                                                      | Kalk-Pionierrasen                            |
| 6210    | * | Naturnahe Kalk-Trockenrasen und deren Verbuschungsstadien (Festuco-Brometalia) (*besondere Bestände mit bemerkenswerten Orchideen) | Kalk-Magerrasen – orchideenreiche Bestände*  |
| 6430    |   | Feuchte Hochstaudenfluren der planaren und montanen bis alpinen Stufe                                                              | Feuchte Hochstaudenfluren                    |
| 6510    |   | Magere Flachland-Mähwiesen (Alopecurus pratensis, Sanguisorba officinalis)                                                         | Magere Flachland-Mähwiesen                   |
| 7220    | * | Kalktuffquellen (Cratoneurion) | Kalktuffquellen                              |
| 8210    |   | Kalkfelsen mit Felsspaltenvegetation                                                                                               | Kalkfelsen mit Felsspaltenvegetation         |
| 8220    |   | Silikatfelsen mit Felsspaltenvegetation                                                                                            | Silikatfelsen mit Felsspaltenvegetation      |
| 9170    |   | Labkraut-Eichen-Hainbuchenwald Galio-Carbinetum                                                                                    | Labkraut-Eichen-Hainbuchenwald               |
| 91E0    | * | Auen-Wälder mit Alnus glutinosa und Fraxinus excelsior (Alno-Padion, Alnion incanae, Salicion albae)                               | Auenwälder mit Erle, Esche, Weide            |

### Arteninventar
Folgende Arten von gemeinschaftlichem Interesse kommen im Gebiet vor:
| Bild                 | EU Code | * | Art                  | wissenschaftlicher Name     | Artengruppe           |
| -------------------- | ------- | - | -------------------- | --------------------------- | --------------------- |
| Helm-Azurjungfer     | 1044    |   | Helm-Azurjungfer     | Coenagrion mercuriale       | Libellen              |
| Spanische Flagge     | 1078    | * | Spanische Flagge     | Callimorpha quadripunctaria | Schmetterlinge        |
| Hirschkäfer          | 1083    | * | Hirschkäfer          | Lucanus cervus              | Käfer                 |
| Groppe               | 1163    |   | Groppe               | Cottus gobio                | Fische und Rundmäuler |
| Gelbbauchunke        | 1193    |   | Gelbbauchunke        | Bombina variegata           | Amphibien             |
| Großes Mausohr       | 1324    |   | Großes Mausohr       | Myotis myotis               | Säugetiere            |
| Haarstrangwurzeleule | 4035    |   | Haarstrangwurzeleule | Gortyna borelii ssp. lunata | Schmetterlinge        |

### Zusammenhängende Schutzgebiete
Folgende Naturschutzgebiete sind Bestandteil des FFH-Gebiets:
- Spitzberg-Ödenburg
- Hirschauer Berg
- Burglehen
- Oberes Steinach
- Kochhartgraben und Ammertalhänge
- Trichter-Ehehalde

Das Vogelschutzgebiet Kochhartgraben und Ammertalhänge ist Bestandteil des FFH-Gebiets.
Das FFH-Gebiet liegt zudem teilweise im Vogelschutzgebiet Schönbuch.